# Pe drumul meu (film)
Pe drumul meu sau Merg pe drumul meu (engleză:  Going My Way) este un film american muzical de comedie din 1944 regizat de Leo McCarey. În rolurile principale joacă actorii Bing Crosby, Barry Fitzgerald și Risë Stevens. A fost nominalizat la 10 premii Oscar, câștigând 7, printre care și Premiul Oscar pentru cel mai bun film. Bazat pe o poveste de Leo McCarey, filmul este despre un nou preot tânăr care preia o parohie de la un veteran stabilit. Crosby cântă cinci melodii în acest film. Filmul a fost continuat anul următor de Biserica St. Mary (The Bells of St. Mary's).

## Actori
- Bing Crosby ca Părintele Chuck O'Malley
- Barry Fitzgerald ca Părintele Fitzgibbon
- Frank McHugh ca Părintele Timothy O'Dowd
- James Brown ca Ted Haines, Jr.
- Gene Lockhart ca Ted Haines, Sr.
- Risë Stevens ca Genevieve Linden
- Jean Heather as Carol James
- Porter Hall ca Mr. Belknap
- Fortunio Bonanova ca Tomaso Bozanni
- Eily Malyon ca Mrs. Carmody
- Stanley Clements ca Tony Scaponi
- William Frawley ca Max Dolan
- Carl "Alfalfa" Switzer ca Herman Langer[6]
- Adeline De Walt Reynolds ca mama Părintelui Fitzgibbon, Mrs. Molly Fitzgibbon (nemenționată)[7]